# Grote pieterman
De grote pieterman of gewone pieterman (Trachinus draco) is een vis uit de familie van de pietermannen die vooral voorkomt in de Middellandse Zee.
De vis is berucht om zijn gifstekels, die pijnlijke steken kunnen veroorzaken.

## Namen
- Synoniem: Echiichthys draco
- Nl: Grote pieterman, arend (be)
- Fr: Grande vive
- En: Greater weever fish
- De: Großer Weberfisch, Petermännchen
- Es: Pez Araña
- Hr: Pauk

## Kenmerken
De grote pieterman is een tot 40 centimeter lange, slanke vis met een zijdelings platgedrukt lichaam en de bouw van een baarsachtige. Hij heeft een in verhouding grote kop met een opwaarts gerichte bek. Hij is groengrijs tot geelbruin, de rug donkerder dan de zijden en de buik met donkere, korte strepen. Boven en achter de ogen staan twee tot drie stekels.
De borstvin is afgerond met een inkeping. De twee stekels van de eerste rugvin en die van de kieuwdeksels zijn voorzien van gifklieren. De stekels zijn gegroefd en zodra er druk op komt, wordt het gif langs de groeven naar buiten geperst.

## Levenswijze
De grote pieterman jaagt voornamelijk 's nachts op kleine vissen en kreeftachtigen die op de zeebodem leven. Overdag houdt hij zich schuil onder het zand. Zijn gifstekel dient enkel ter verdediging.
De paaitijd van de grote pieterman duurt van ongeveer begin juni tot eind augustus. De eitjes zweven in water tussen het plankton.

## Habitat
De vis leeft op een zachte zand- en slikbodem waarin hij zich bij verstoring zeer snel kan ingraven, waardoor hij vaak niet of nauwelijks opvalt. De grote pieterman komt voor op diepten tot meer dan 100 meter.

## Verspreiding en voorkomen
De grote pieterman komt voor in de hele Middellandse Zee, de Zwarte Zee, de oostelijke Atlantische Oceaan en in het Kattegat. Langs de Nederlandse en Belgische kust is de vis sinds de jaren 1960 vrij zeldzaam geworden door het gebruik van bodemvistuigen in de zuidelijke Noordzee.

## Bedreigingen en bescherming
De grote pieterman staat op de Nederlandse Rode Lijst (vissen) als bedreigd maar niet op de internationale Rode Lijst van de IUCN.

## Giftigheid
- De meeste ongevallen met grote pietermannen gebeuren per ongeluk, door zwemmers die een hand of voet op de ingegraven vis zetten.
- Het gif veroorzaakt onmiddellijk een felle, uitstralende pijn, misselijkheid en lokale zwellingen. In zeldzame gevallen kan het gif dodelijk zijn.
- Het gif bevat vooral proteïnen en is thermolabiel, het wordt geneutraliseerd door warmte. Als remedie zou warm water boven de 40 graden Celsius helpen. Ook een thermische shock, afwisselende blootstelling aan warmte en koude, zou het gif neutraliseren.